# Agnosia pudorinus
Agnosia pudorinus är en fjärilsart som beskrevs av Walker 1856. Agnosia pudorinus ingår i släktet Agnosia och familjen svärmare. Inga underarter finns listade i Catalogue of Life.